# Bustryk (wzgórze)
Bustryk – wzgórze o wysokości 320,1 m n.p.m. Znajduje się w rezerwacie przyrody Kajasówka w województwie małopolskim.